# 邱育宏
邱育宏（Chiu Yu-Hung ，1994年8月31日—），臺灣足球運動員，司職門將，目前效力於台電足球隊。

## 生涯
邱育宏生於臺灣臺北市，高中時就讀位在臺中市的惠文高中，並加入該校的足球校隊。大學就讀臺北市立大學天母校區。並且曾擔任過中華台北U16、U19、U22國家代表隊的先發門將，而U19國家隊時的比賽表現更有泰國球隊有意延攬他。

## 國家隊生涯

### U23國家隊
邱育宏於2016年亞足聯U23錦標賽資格賽中入選代表隊，並擔任球隊中的第一門將，然因資格賽中華台北第一場面對緬甸時遭遇紅牌離場，故第二場中華台北面對澳大利亞時未上場，第三場面對香港時則再次擔任首發門將一職。

### 國家隊
邱育宏首次入選國家隊並上場的比賽是在2014年東亞盃中華台北面對香港時，當時他擔任該場比賽的先發門將。
2018年世界盃資格賽亞洲區第一輪，邱育宏再次入選國家隊名單，並擔任中華台北面對汶萊時的先發門將。
2018年世界盃資格賽亞洲區第二輪，邱育宏同樣入選中華台北國家代表隊名單中。

## 國家隊生涯統計
| 中華台北               | 中華台北 | 中華台北 | 中華台北                    |
| 年度                   | 出賽     | 進球     | 參考                        |
| ---------------------- | -------- | -------- | --------------------------- |
| 2014                   | 2        | 0        | 來源 （页面存档备份，存于） |
| 2015                   | 5        | 0        | 來源 （页面存档备份，存于） |
| 2016                   | 6        | 0        | 來源 （页面存档备份，存于） |
| 2017                   | 4        | 0        | 來源 （页面存档备份，存于） |
| 2018                   | 1        | 0        | 來源 （页面存档备份，存于） |
| 總計                   | 18       | 0        | 來源 （页面存档备份，存于） |
| 最後更新於2018年6月8日 |          |          |                             |

| 中華台北 U23            | 中華台北 U23 | 中華台北 U23 | 中華台北 U23 |
| 年度                    | 出賽         | 進球         | 參考         |
| ----------------------- | ------------ | ------------ | ------------ |
| 2015                    | 3            | 0            | [ 2 ]        |
| 總計                    | 3            | 0            | [ 2 ]        |
| 最後更新於2015年5月23日 |              |              |              |

## 資料來源
1. 1 2 3 4  邱育宏. . Facebook.   [2015-09-13] （中文（臺灣））.
2. 1 2 3 4  張克銘. . 東森新聞雲. 2015-02-11  [2015-09-13]. （原始内容存档于2015-08-12） （中文（臺灣））.
3. ↑  葉士弘. . 中時電子報. 2015年3月29日  [2015-09-13]. （原始内容存档于2015-08-20） （中文（臺灣））.
4. ↑  張克銘. . 東森新聞雲.   [2015-09-13]. （原始内容存档于2015-05-16） （中文（臺灣））.
5. ↑  張克銘. . 東森新聞雲. 2015年3月12日  [2015-09-13]. （原始内容存档于2015-04-24） （中文（臺灣））.

## 外部連結
- 邱育宏 （页面存档备份，存于）在national-football-teams.com的球員資料